# Список майстрів петриківського розпису
Список майстрів петриківського розпису включає відомих майстрів петриківського розпису.
У вузькому значенні майстрами петриківського розпису вважаються ті, хто протягом років навчався у автентичних носіїв петриківського розпису або у їх учнів і учнів учнів (зокрема ті, хто малював на художніх підприємствах у Петриківці). В інших випадках приналежність художника до майстрів петриківського розпису може викликати певні сумніви і заперечення, особливо у майстрів основного осередку в Петриківці.

## Список майстрів петриківського розпису
| ПІБ                                                                     | Інше прізвище        | нар.     | пом. | Вчителі                                      | Місце народження              | Резиденція      | Підприємства    | Звання, членство, нагороди                                                             | Джерела                                                   |
| ----------------------------------------------------------------------- | -------------------- | -------- | ---- | -------------------------------------------- | ----------------------------- | --------------- | --------------- | -------------------------------------------------------------------------------------- | --------------------------------------------------------- |
| Павленко Параска Миколаївна                                             |                      | 1881     | 1983 | Родина                                       | Петриківка                    | Петриківка      | -               | -                                                                                      | [ 2 ] [ 3 ] [ 4 ]                                         |
| Пата Тетяна Якимівна                                                    | Мартиненко           | 1884     | 1976 | Родина                                       | Петриківка                    | Петриківка      | -               | , НСХУ                                                                                 | [ 2 ] [ 3 ] [ 4 ] [ 5 ] [ 6 ] [ 7 ] [ 8 ] [ 9 ] [ 10 ]    |
| Вовк ?.?.                                                               |                      | ?        | ?    | Родина (?)                                   | Петриківка (?)                | Петриківка      | -               | -                                                                                      | [ 10 ]                                                    |
| Білокінь Надія Аврамівна                                                | Дінець               | 1893     | 1981 | Родина                                       | Петриківка                    | Петриківка      | -               | Майстер народного мистецтвава УРСР, НСХУ                                               | [ 2 ] [ 3 ] [ 4 ] [ 6 ] [ 11 ] [ 9 ] [ 10 ]               |
| Пилипенко Ярина Улянівна (також Ірина, Оришка, Орина)                   |                      | 1893     | 1979 | Родина                                       | Бекетівка                     | Петриківка      | -               | -                                                                                      | [ 2 ] [ 3 ] [ 4 ] [ 6 ] [ 8 ] [ 9 ] [ 10 ]                |
| Грива Марія                                                             |                      | 1900-ті  | ?    | Родина (?)                                   | Петриківка                    | Петриківка      | -               | -                                                                                      | [ 12 ] [ 11 ] [ 7 ] [ 9 ]                                 |
| Клешня Марія                                                            |                      | ?        | ?    | Родина (?)                                   | Петриківка (?)                | Петриківка      | -               | -                                                                                      | [ 11 ] [ 7 ] [ 9 ]                                        |
| Касьяненко Мотря                                                        | Касяненко            | ?        | ?    | Родина (?)                                   | ?                             | ?               | -               | -                                                                                      | [ 11 ] [ 9 ]                                              |
| Касьяненко Марія                                                        | Касяненко            | ?        | ?    | Родина (?)                                   | ?                             | ?               | -               | -                                                                                      | [ 9 ]                                                     |
| Глущенко Пелагея (Поліна) Іванівна                                      |                      | 1908     | 1983 | Пата Т. Я.                                   | Петриківка                    | Київ            | -               | , НСХУ                                                                                 | [ 2 ] [ 4 ] [ 6 ] [ 5 ] [ 9 ] [ 10 ]                      |
| Кучеренко Векла (Текля) Львівна                                         | Пата                 | 1908     | 1954 | Пата Т. Я.                                   | Петриківка                    | Петриківка      | -               | -                                                                                      | [ 4 ] [ 5 ] [ 9 ]                                         |
| Тимошенко Надія Митрофанівна                                            | Вовк                 | 1908     | 1971 | Матір                                        | Петриківка                    | Петриківка      | -               | -                                                                                      | [ 2 ] [ 4 ] [ 6 ] [ 8 ] [ 10 ]                            |
| Вовк Василь Митрофанович                                                | -                    | 1910     | 1947 | Матір                                        | Петриківка                    | Петриківка      | -               | -                                                                                      | [ 2 ] [ 4 ] [ 9 ] [ 10 ]                                  |
| Ісаєва Ганна Кіндратівна                                                | Пилипенко            | 1912     | 1983 | Пилипенко Я. У., Пата Т. Я.                  | Петриківка                    | Петриківка      | ФПР, ЕЦПР       | НСХУ                                                                                   | [ 2 ] [ 4 ] [ 6 ] [ 5 ] [ 8 ] [ 9 ]                       |
| Павленко Віра Іванівна                                                  | -                    | 1912     | 1991 | Павленко П. М., Пата Т. Я.                   | Дніпро                        | Київ            | КЕКХЗ           | Заслужений майстер народної творчості України                                          | [ 2 ] [ 4 ] [ 6 ] [ 13 ] [ 8 ] [ 14 ] [ 9 ] [ 10 ]        |
| Завгородній Іван Федотович                                              | -                    | 1915     | 2006 | Пата Т. Я.                                   | Петриківка                    | Петриківка      | ФПР             | -                                                                                      | [ 2 ] [ 4 ] [ 5 ] [ 8 ]                                   |
| Кучеренко Василь                                                        | -                    | 1917     | 1994 | Пата Т. Я. (?)                               | Петриківка (?)                | Петриківка      |                 | -                                                                                      | [ 4 ]                                                     |
| Павленко-Черниченко Ганна Іванівна (в деяких джерелах помилково Галина) | Черниченко, Павленко | 1919     | 2008 | Павленко П. М., Пата Т. Я.                   | Петриківка                    | Київ            | КЕКХЗ           | , НСХУ Премія К. Білокур                                                               | [ 2 ] [ 4 ] [ 6 ] [ 5 ] [ 13 ] [ 14 ] [ 9 ] [ 10 ]        |
| Четверик Тетяна                                                         |                      | ?        | ?    | Пата Т. Я.                                   | Петриківка (?)                | Петриківка      |                 | -                                                                                      | [ 7 ] [ 15 ] [ 9 ]                                        |
| Данилейко Ганна Євтихіївна (Евтифіївна, Герасимівна?)                   |                      | 1921     | ?    | Пата Т. Я.                                   | Петриківка (?)                | Петриківка      | ФПР             | -                                                                                      | [ 5 ] [ 8 ] [ 16 ]                                        |
| Клименко-Жукова Віра Феодосіївна                                        | Клименко             | 1921     | 1965 | Пата Т. Я.                                   | Петриківка                    | Київ            | КЕКХЗ           | НСХУ                                                                                   | [ 2 ] [ 4 ] [ 6 ] [ 5 ] [ 13 ] [ 8 ] [ 14 ] [ 10 ]        |
| Пікуш Олександра Аврамівна                                              |                      | 1921     | 1968 | Пата Т. Я.                                   | Петриківка                    | Петриківка      | ФПР             | -                                                                                      | [ 2 ] [ 4 ] [ 5 ] [ 8 ] [ 10 ]                            |
| Пруднікова Галина Яківна                                                | Завгородня           | 1921     | ?    | Пата Т. Я.                                   | Петриківка                    | Петриківка      | ФПР             | -                                                                                      | [ 2 ] [ 4 ] [ 6 ] [ 5 ] [ 8 ]                             |
| Шишацька Марія Тихонівна                                                | Чернуська            | 1921     | 1996 | Пата Т. Я.                                   | Петриківка                    | Петриківка      | ФПР             | -                                                                                      | [ 2 ] [ 4 ] [ 6 ] [ 5 ] [ 8 ] [ 10 ]                      |
| Клюпа Явдоха (Євдокія) Яківна                                           |                      | 1922     | 1995 | Пата Т. Я.                                   | Іванівка (Петриківський р-н)  | Петриківка      | ФПР             | -                                                                                      | [ 2 ] [ 4 ] [ 5 ] [ 8 ]                                   |
| Пікуш Надія Олександрівна (не Андріївна)                                |                      | 1922     | ?    | Пата Т. Я.                                   | Мала Петриківка (?)           | Мала Петриківка |                 | -                                                                                      | [ 4 ] [ 5 ]                                               |
| Соколенко Василь Іванович                                               | -                    | 1922     | 2018 | Пата Т. Я.                                   | Петриківка                    | Петриківка      | ФПР             | , НСХУ                                                                                 | [ 2 ] [ 4 ] [ 17 ] [ 5 ] [ 18 ] [ 8 ] [ 10 ]              |
| Тимченко Марфа Ксенофонтівна                                            | -                    | 1922     | 2009 | Пата Т. Я.                                   | Петриківка                    | Київ            | КЕКХЗ           | , НСХУ Премія К. Білокур                                                               | [ 2 ] [ 4 ] [ 6 ] [ 5 ] [ 17 ] [ 13 ] [ 14 ] [ 9 ] [ 10 ] |
| Шулик Надія Митрофанівна                                                |                      | 1922     | 1992 | Пата Т. Я.                                   | Петриківка                    | Петриківка      | ФПР             | Заслужений майстер народної творчості України · Премія ЛКСМУ імені Миколи Островського | [ 2 ] [ 4 ] [ 5 ] [ 17 ] [ 8 ] [ 10 ]                     |
| Кушнір Олександра Максимівна                                            |                      | 1924     | ?    | Пата Т. Я.                                   | Петриківка (?)                | Петриківка      | ФПР             | -                                                                                      | [ 5 ] [ 19 ]                                              |
| Панко Федір Савович                                                     | -                    | 1924     | 2007 | Пата Т. Я.                                   | Петриківка                    | Петриківка      | ФПР, ЕЦПР       | , НСХУ                                                                                 | [ 2 ] [ 4 ] [ 6 ] [ 17 ] [ 5 ] [ 19 ] [ 8 ] [ 10 ]        |
| Кудіш Зоя Валентинівна                                                  |                      | 1925     | 1998 | Пата Т. Я.                                   | Петриківка                    | Петриківка      | ФПР             | НСХУ                                                                                   | [ 2 ] [ 4 ] [ 6 ] [ 5 ] [ 8 ] [ 10 ]                      |
| Соколенко Ганна Григорівна                                              |                      | 1925     | ?    | Соколенко В. І.                              | Петриківка                    | Петриківка      |                 | -                                                                                      | [ 2 ] [ 17 ]                                              |
| Бабенко Василь                                                          |                      | ?        | ?    | Пата Т. Я.                                   | Петриківка (?)                | Петриківка      | ФПР             | -                                                                                      | [ 5 ] [ 19 ]                                              |
| Латун Олександр                                                         |                      | ?        | ?    | Пата Т. Я.                                   | Петриківка (?)                | Петриківка      |                 | -                                                                                      | [ 19 ]                                                    |
| Максютенко Марія                                                        |                      | ?        | ?    | Пата Т. Я.                                   | Петриківка (?)                | Петриківка      |                 | -                                                                                      | [ 5 ]                                                     |
| Павленко Ганна Павлівна                                                 |                      | ?        |      | ?                                            | ?                             | Петриківка (?)  |                 | -                                                                                      | [ 4 ]                                                     |
| Гаркуша Тамара Семенівна                                                |                      | ?        |      | ?                                            | ?                             | Петриківка (?)  |                 | -                                                                                      | [ 4 ]                                                     |
| Лобаш Марія Денисівна                                                   |                      | 1937     |      | Панко Ф. С. (?)                              | Петриківка (?)                | Петриківка      | ФПР             | -                                                                                      | [ 8 ]                                                     |
| Гордєєва Ніна Ксенофонтівна                                             | Тимченко             | 1938     |      | Панко Ф. С.                                  | Петриківка                    | Петриківка      | ФПР             | -                                                                                      | [ 2 ]                                                     |
| Глущенко Володимир Андрійович                                           | -                    | 1939     |      | Соколенко В. І., Панко Ф. С.                 | Петриківка                    | Петриківка      | ФПР, ЦНМП       | , НСХУ                                                                                 | [ 2 ] [ 3 ] [ 4 ] [ 6 ] [ 17 ] [ 18 ] [ 8 ]               |
| Загребельний Юхим Трохимович                                            | -                    | 1941     |      | Панко Ф. С. (?)                              | Петриківка (?)                | Петриківка      | ФПР             | -                                                                                      | [ 8 ]                                                     |
| Кравець Марія Іванівна                                                  |                      | 1941     | 1983 | Панко Ф. С.                                  | Іванівка (Петриківський р-н)  | Іванівка        | -               | -                                                                                      | [ 2 ] [ 4 ] [ 20 ]                                        |
| Самарська Ганна Миколаївна                                              | Косяченко            | 1941     |      | -                                            | Богданівка                    | Петриківка      | ФПР             | , НСХУ Премія К. Білокур                                                               | [ 2 ] [ 4 ] [ 17 ] [ 18 ] [ 8 ] [ 10 ]                    |
| Турчин Ніна Іванівна                                                    | Шишацька             | 1941     |      | Панко Ф. С.                                  | Петриківка                    | Петриківка      | ФПР, ЕЦПР, ЦНМП | , НСХУ                                                                                 | [ 2 ] [ 3 ] [ 4 ] [ 6 ] [ 18 ] [ 8 ] [ 10 ]               |
| Тезик Віра Дмитрівна                                                    | Четверик             | 1942     |      | Панко Ф. С.                                  | Петриківка                    | Солоне          | ФПР             | -                                                                                      | [ 2 ] [ 4 ] [ 6 ] [ 8 ] [ 10 ]                            |
| Падун Володимир Макарович                                               | -                    | 1942     | 2016 | -                                            | Плавні                        | Дніпро          | -               | НСХУ                                                                                   | [ 21 ]                                                    |
| Бай Любов Тимофіївна                                                    |                      | 1943     |      | Панко Ф. С.                                  | Петриківка                    | Петриківка      | ФПР             | -                                                                                      | [ 2 ] [ 16 ] [ 8 ]                                        |
| Глущенко Світлана Василівна                                             |                      | 1943     | 2000 | Панко Ф. С.                                  | Петриківка                    | Петриківка      | ФПР, ЕЦПР       | -                                                                                      | [ 22 ] [ 17 ]                                             |
| Венглінська Ганна Юріївна                                               |                      | 1944     |      | Глущенко П. І.                               | ?                             | Київ            | -               | -                                                                                      | [ 23 ] [ 24 ]                                             |
| Кухарчук Марія Феодосіївна                                              |                      | 1944     |      | Панко Ф. С.                                  | Петриківка (?)                | Петриківка      | ФПР             | -                                                                                      | [ 6 ]                                                     |
| Клешня Федот Федотович                                                  | -                    | 1946     |      | Панко Ф. С. (?)                              | Петриківка (?)                | Петриківка      | ФПР             | -                                                                                      | [ 6 ] [ 8 ]                                               |
| Лавріненко Григорій Тихонович                                           | -                    | 1946     |      | Панко Ф. С. (?)                              | Мала Петриківка (?)           | Мала Петриківка | ФПР             | -                                                                                      | [ 16 ]                                                    |
| Медяник Лідія Пантелеймонівна                                           | Клюпа                | 1946     |      | Панко Ф. С. (?)                              | Петриківка (?)                | Петриківка      |                 | -                                                                                      | [ 2 ] [ 8 ]                                               |
| Курінька Марія Никифорівна                                              | Бельмас              | 1947     |      | Панко Ф. С.                                  | Петриківка                    | Петриківка      | ФПР, ЕЦПР, ЦНМП | -                                                                                      | [ 2 ] [ 3 ] [ 4 ] [ 6 ] [ 17 ]                            |
| Чернуський Анатолій Олексійович                                         | Чорнуський           | 1947     |      | Шишацька М. Т., Панко Ф. С., Соколенко В. І. | Петриківка                    | Петриківка      | ФПР             | Заслужений майстер народної творчості України                                          | [ 2 ] [ 4 ] [ 6 ] [ 18 ] [ 8 ]                            |
| Галуга Раїса Миколаївна                                                 |                      | 1948     |      | ?                                            | Петриківка (?)                | Петриківка      |                 | -                                                                                      | [ 4 ]                                                     |
| Жукова Тамара Павлівна                                                  | -                    | 1948     |      | Клименко-Жукова В. Ф., Тимченко М. К.        | Київ                          | Київ            | -               | НСМНМУ                                                                                 | [ 13 ] [ 25 ]                                             |
| Кондратюк Надія Іванівна                                                | Кошляченко           | 1948     |      | Панко Ф. С., Соколенко В. І.                 | Петриківка                    | Петриківка      | ФПР             | -                                                                                      | [ 2 ] [ 6 ] [ 17 ] [ 8 ]                                  |
| Масюкевич Ганна Іванівна                                                | Кошляченко           | 1948     |      | Соколенко В. І.                              | Петриківка                    | Петриківка      | ФПР             | -                                                                                      | [ 2 ]                                                     |
| Шулик Ніна Іванівна                                                     |                      | 1948     |      | Шулик Н. М., Панко Ф. С. (?)                 | Петриківка                    | Петриківка      | ФПР             | -                                                                                      | [ 6 ] [ 8 ]                                               |
| Харченко Олена Володимирівна                                            |                      | 1948     |      | -                                            | Харків                        | Бердянськ       | -               | -                                                                                      | [ 26 ] [ 27 ]                                             |
| Іщук Микола Петрович                                                    | -                    | 1949     |      | ?                                            | Петриківка (?)                | Петриківка      |                 | -                                                                                      | [ 28 ]                                                    |
| Канафоцька Людмила Миколаївна                                           | Штаній               | 1949     |      | Панко Ф. С.                                  | Петриківка                    | Петриківка      | ФПР             | -                                                                                      | [ 2 ] [ 6 ] [ 8 ]                                         |
| Кудіш Тамара Григорівна                                                 | -                    | 1949     |      | Кудіш З. В., Панко Ф. С.                     | Петриківка                    | Бреди           | -               | НСХУ                                                                                   | [ 6 ]                                                     |
| Манейло Ірина Михайлівна                                                |                      | 1949     |      | Соколенко В. І., Панко Ф. С.                 | Петриківка                    | Петриківка      | ФПР             | -                                                                                      | [ 17 ] [ 28 ]                                             |
| Пікуш Надія Андріївна                                                   |                      | 1949     |      | Панко Ф. С., Соколенко В. І.                 | Петриківка                    | Петриківка      | ФПР             | -                                                                                      | [ 17 ]                                                    |
| Штаній Зінаїда Пантелеймонівна                                          |                      | 1949     |      | Панко Ф. С. (?)                              | Петриківка (?)                | Петриківка      | ФПР             | -                                                                                      | [ 16 ]                                                    |
| Дмитрюк Іван Васильович                                                 | -                    | 1950     |      | Панко Ф. С.                                  | Замостя                       | Петриківка      | ФПР, ЕЦПР       | -                                                                                      | [ 29 ] [ 28 ]                                             |
| Заярченко Наталія Олександрівна                                         |                      | 1950     |      | Панко Ф. С., Соколенко В. І.                 | Петриківка                    | Запоріжжя       | -               | НСХУ                                                                                   | [ 30 ]                                                    |
| Нікітаєва Катерина Михайлівна                                           |                      | 1950     |      | ?                                            | Петриківка                    | Київ            | КЕКХЗ           | -                                                                                      | [ 13 ] [ 14 ]                                             |
| Пікуш Андрій Андрійович                                                 | -                    | 1950     |      | Соколенко В. І.                              | Петриківка                    | Петриківка      | ФПР, ЕЦПР, ЦНМП | , НСХУ Премія К. Білокур                                                               | [ 2 ] [ 3 ] [ 4 ] [ 18 ] [ 17 ]                           |
| Скицюк Олена Іванівна                                                   | -                    | 1950     |      | Тимченко М. К.                               | Київ                          | Київ            | КЕКХЗ           | НСХУ, НСМНМУ Премія К. Білокур                                                         | [ 4 ] [ 13 ] [ 14 ]                                       |
| Чернуська Ніна Тихонівна                                                | Сорока, Чорнуська    | 1950     |      | Панко Ф. С. (?)                              | Петриківка (?)                | Петриківка      | ФПР             | -                                                                                      | [ 2 ]                                                     |
| Горбуля Людмила Миколаївна                                              | Клисак (?)           | 1951     |      | Панко Ф. С.                                  | Петриківка                    | Петриківка      | ФПР             | , НСХУ                                                                                 | [ 2 ] [ 4 ] [ 18 ] [ 17 ] [ 8 ]                           |
| Іванченко Любов Григорівна                                              | Перепелиця           | 1951     |      | Панко Ф. С., Соколенко В. І.                 | Петриківка                    | Петриківка      | ФПР, ЕЦПР, ЦНМП | -                                                                                      | [ 2 ] [ 3 ] [ 4 ] [ 17 ]                                  |
| Калюга Наталія Родіонівна                                               |                      | 1951     |      | Соколенко В. І., Панко Ф. С.                 | Хутірське (Петриківський р-н) | Петриківка      | ФПР, ЕЦПР, ЦНМП | НСХУ                                                                                   | [ 2 ] [ 3 ] [ 17 ]                                        |
| Скляр Уляна Миколаївна                                                  | Лісна                | 1951     | 2001 | Панко Ф. С., Соколенко В. І.                 | Іванівка (Петриківський р-н)  | Петриківка      | ФПР, ЕЦПР, ЦНМП | -                                                                                      | [ 2 ] [ 3 ] [ 4 ] [ 17 ]                                  |
| Тимошенко Катерина Михайлівна                                           |                      | 1951     |      | Соколенко В. І.                              | Перещепине                    | Петриківка      | ФПР, ЕЦПР, ЦНМП | НСХУ                                                                                   | [ 3 ] [ 17 ]                                              |
| Хоменко Валентина Петрівна                                              |                      | 1951     |      | Соколенко В. І.                              | Петриківка                    | Петриківка      | ФПР             | -                                                                                      | [ 18 ]                                                    |
| Щербина Ніна Савеліївна                                                 |                      | 1951     |      | Панко Ф. С. (?)                              | Петриківка (?)                | Петриківка      | ФПР             |                                                                                        | [ 28 ]                                                    |
| Пецух Ірина Семенівна                                                   |                      | 1952     |      | Павленко-Черниченко Г. І.                    | ?                             | Київ            | КЕКХЗ           | -                                                                                      | [ 13 ] [ 14 ]                                             |
| Панко Віталій Федорович                                                 | -                    | 1953     |      | Панко Ф. С.                                  | Мала Петриківка               | Петриківка      |                 | НСХУ                                                                                   | [ 2 ] [ 4 ] [ 17 ] [ 31 ]                                 |
| Пікуш Марія Іванівна                                                    |                      | 1953     |      | Соколенко В. І.                              | Мирне                         | Петриківка      | ФПР             | , НСХУ                                                                                 | [ 2 ] [ 3 ] [ 4 ]                                         |
| Тесленко Тамара Петрівна                                                | Самець               | 1953     |      | Соколенко В. І.                              | Петриківка                    | Петриківка      | ФПР, ЕЦПР, ЦНМП | -                                                                                      | [ 2 ] [ 3 ] [ 17 ] [ 4 ]                                  |
| Дека Микола Васильович                                                  | -                    | 1954     |      | Дека В. І.                                   | Хутірське (Петриківський р-н) | Мала Петриківка | ЦНМП            | НСХУ, НСМНМУ                                                                           | [ 3 ] [ 17 ]                                              |
| Родочинова Любов Григорівна                                             |                      | 1954     |      | Панко Ф. С. (?)                              | Петриківка (?)                | Петриківка      | ФПР             | -                                                                                      | [ 16 ]                                                    |
| Черниченко-Лампека Наталія Іванівна                                     | -                    | 1954     |      | Павленко-Черниченко Г. І.                    | Київ                          | Київ            | КЕКХЗ           | НСХУ                                                                                   | [ 13 ] [ 32 ] [ 14 ]                                      |
| Михайличенко Володимир Григорович                                       | -                    | 1954     |      | ?                                            | Петриківка (?)                | Петриківка (?)  |                 | -                                                                                      | [ 2 ]                                                     |
| Кошова Зінаїда Василівна                                                |                      | ?        |      | ?                                            | Петриківка (?)                | Петриківка      | ФПР             | -                                                                                      | [ 16 ] [ 28 ]                                             |
| Задорожна Лідія Євгенівна                                               |                      | ?        |      | ?                                            | Петриківка (?)                | Петриківка      |                 | -                                                                                      | [ 28 ]                                                    |
| Дрешпак Сергій Миколайович                                              | -                    | 1955     |      | Панко Ф. С. (?)                              | Петриківка (?)                | Петриківка      | ФПР             | -                                                                                      | [ 33 ]                                                    |
| Булгак Тетяна Володимирівна                                             |                      | 1956     |      | ?                                            | Петриківка (?)                | Петриківка      |                 | -                                                                                      | [ 28 ]                                                    |
| Геймур Наталія Феодосіївна                                              |                      | 1956     |      | Панко Ф. С. (?)                              | Петриківка (?)                | Петриківка      | ФПР             | -                                                                                      | [ 16 ] [ 28 ]                                             |
| Коваленко Надія Іванівна                                                | Шишацька             | 1956     |      | Шишацька М. Т., Панко Ф. С.                  | Петриківка                    | Петриківка      | ФПР, ЕЦПР, ЦНМП | -                                                                                      | [ 2 ] [ 3 ] [ 17 ]                                        |
| Рижик Валентина Вікторівна                                              | Плахотня             | 1956     |      | Соколенко В. І., Панко Ф. С.                 | Оситняжка                     | Петриківка      | ФПР, ЕЦПР, ЦНМП | -                                                                                      | [ 2 ] [ 3 ] [ 17 ]                                        |
| Давиденко Любов Олексіївна                                              | Питомець             | 1957     |      | Соколенко В. І.                              | Петриківка                    | Петриківка      | ФПР             | -                                                                                      | [ 17 ]                                                    |
| Дека Валентина Іллівна                                                  | Статива              | 1957     |      | Панко Ф. С., Соколенко В. І.                 | Мала Петриківка               | Мала Петриківка | ЕЦПР, ЦНМП      | , НСХУ, НСМНМУ                                                                         | [ 2 ] [ 3 ] [ 4 ] [ 17 ]                                  |
| Зубко Надія Степанівна                                                  | Васильківська        | 1957     |      | Соколенко В. І., Панко Ф. С.                 | Петриківка                    | Петриківка      | ФПР, ЕЦПР, ЦНМП | -                                                                                      | [ 2 ] [ 3 ]                                               |
| Міленко Валентина Іванівна                                              |                      | 1957     |      | Пікуш А. А.                                  | Балівка                       | Петриківка      | ФПР, ЕЦПР, ЦНМП | , НСХУ, НСМНМУ                                                                         | [ 2 ] [ 3 ] [ 4 ] [ 18 ]                                  |
| Панібудьласка Наталія Олександрівна                                     |                      | 1957     |      | Соколенко В. І., Панко Ф. С.                 | Петриківка                    | Кам'янське      | ФПР             | НСМНМУ                                                                                 | [ 34 ]                                                    |
| Марчук Ольга Федорівна                                                  |                      | 1958     |      | ?                                            | Петриківка (?)                | Петриківка      |                 | -                                                                                      | [ 28 ]                                                    |
| Нагай Юлія Миколаївна                                                   |                      | 1958     |      | Панко Ф. С. (?)                              | Петриківка (?)                | Петриківка      | ФПР             | -                                                                                      | [ 2 ] [ 4 ]                                               |
| Рибак Наталія Михайлівна                                                | Ламза                | 1958     |      | Пікуш А. А.                                  | Петриківка                    | Петриківка      | ФПР, ЕЦПР, ЦНМП | , НСХУ, НСМНМУ,                                                                        | [ 2 ] [ 3 ] [ 17 ] [ 4 ]                                  |
| Янчара Катерина Борисівна                                               |                      | 1958     |      | ?                                            | Петриківка (?)                | Петриківка      |                 | -                                                                                      | [ 28 ]                                                    |
| Бородіна Ніна Вікторівна                                                |                      | 1959     |      | Соколенко В. І.                              | Хутірське (Петриківський р-н) | Петриківка      | ФПР, ЦНМП       | НСХУ, НСМНМУ                                                                           | [ 2 ] [ 3 ]                                               |
| Булавін Лідія Іллівна                                                   | Статива              | 1959     |      | Панко Ф. С.                                  | Мала Петриківка               | Петриківка      | ЕЦПР, ЦНМП      | НСХУ                                                                                   | [ 2 ] [ 3 ] [ 4 ] [ 17 ]                                  |
| Зінчук Олена Іванівна                                                   |                      | 1959     |      | Пікуш А. А.                                  | Петриківка                    | Монреаль        | ЕЦПР            | НСХУ                                                                                   | [ 2 ] [ 4 ]                                               |
| Антоненко Георгій Володимирович                                         | -                    | 1960     |      | Глущенко П. І.                               | ?                             | Київ            | КЕКХЗ           | -                                                                                      | [ 13 ] [ 14 ]                                             |
| Панко Валентина Федорівна                                               | -                    | 1960     |      | Панко Ф. С.                                  | Петриківка                    | Петриківка      | ЕЦПР, ЦНМП      | НСХУ, НСМНМУ                                                                           | [ 2 ] [ 3 ] [ 4 ] [ 18 ] [ 17 ]                           |
| Ніздрань Юлія Миколаївна                                                | Тимошенко            | 1961     |      | Панко Ф. С.                                  | Петриківка                    | Петриківка      | ЕЦПР, ЦНМП      | -                                                                                      | [ 2 ] [ 3 ]                                               |
| Яненко Марія Іллівна                                                    | Статива              | 1962     |      | Панко Ф. С.                                  | Мала Петриківка               | Петриківка      | ЕЦПР, ЦНМП      | НСХУ                                                                                   | [ 2 ] [ 3 ] [ 4 ] [ 17 ]                                  |
| Вакуленко Тамара Олексіївна                                             | Самарська            | 1963     |      | Самарська Г. М., Панко Ф. С.                 | Петриківка                    | Харків          | -               | , НСМНМУ                                                                               | [ 2 ] [ 4 ] [ 18 ]                                        |
| Вакуленко Олександр Сергійович                                          | -                    | 1963     |      | Вакуленко Т. О.                              | Новоросійськ                  | Харків          | -               | , НСМНМУ                                                                               | [ 18 ]                                                    |
| Гарькава Тетяна Анатоліївна                                             | Лапшин, Гаркава      | 1963     |      | Панко Ф. С.                                  | Петриківка                    | Петриківка      | ЕЦПР, ЦНМП      | , НСХУ                                                                                 | [ 2 ] [ 3 ] [ 4 ] [ 18 ] [ 17 ]                           |
| Малярчук Наталія Віталіївна                                             |                      | 1963     |      | -                                            | Краснодар                     | Львів           | -               | -                                                                                      | [ 18 ] [ 27 ]                                             |
| Піскун Ірина (Ярина) Петрівна                                           | Назаренко            | 1963     | 2019 | Панко Ф. С.                                  | Петриківка                    | Петриківка      | ЕЦПР, ЦНМП      | НСХУ                                                                                   | [ 2 ] [ 3 ]                                               |
| Дарадан Ольга Іванівна                                                  |                      | 1965 (?) |      | ?                                            | Петриківка (?)                | Петриківка      |                 | -                                                                                      | [ 4 ] [ 35 ] [ 28 ]                                       |
| Лук'яненко Людмила Михайлівна                                           |                      | 1965     |      | ?                                            | Петриківка (?)                | Петриківка      |                 | -                                                                                      | [ 28 ]                                                    |
| Кошова Юлія Миколаївна                                                  |                      | 1968     |      | Панко Ф. С.                                  | Петриківка                    | Петриківка      | ЕЦПР, ЦНМП      | -                                                                                      | [ 3 ]                                                     |
| Назаренко Галина Олексіївна                                             |                      | 1968     |      | Панко Ф. С.                                  | Петриківка                    | Петриківка      | ЕЦПР, ЦНМП      | НСХУ                                                                                   | [ 2 ] [ 3 ] [ 4 ] [ 18 ]                                  |
| Сокурова Ольга Іванівна                                                 |                      | 1968     | 2008 | Панко Ф. С.                                  | Петриківка                    | Петриківка      | ЦНМП            | -                                                                                      | [ 3 ]                                                     |
| Карпець-Єрмолаєва Валентина Іванівна                                    |                      | 1970     |      | Пікуш Н. А., Зінчук О. І.                    | Миколаївка                    | Петриківка      | ЕЦПР, ЦНМП      | , НСХУ, НСМНМУ                                                                         | [ 2 ] [ 3 ] [ 4 ] [ 18 ] [ 17 ]                           |
| Красевич Вікторія Юріївна                                               |                      | 1970     |      | Соколенко В. І.                              | Чаплинка (Петриківський р-н)  | Петриківка      | ЦНМП            | -                                                                                      | [ 3 ]                                                     |
| Пата Тетяна Федорівна                                                   | Скляр                | 1970     |      | Панко Ф. С., Пікуш А. А.                     | Іванівка (Петриківський р-н)  | Петриківка      | ЕЦПР, ЦНМП      | НСХУ                                                                                   | [ 2 ] [ 3 ] [ 17 ]                                        |
| Скляр Ліана Федорівна                                                   | -                    | 1970     |      | Панко Ф. С., Пікуш А. А.                     | Іванівка (Петриківський р-н)  | Петриківка      | ЕЦПР, ЦНМП      | НСХУ                                                                                   | [ 2 ] [ 3 ] [ 17 ]                                        |
| Старостенко Наталія Миколаївна                                          | Губська              | 1970     |      | Пікуш М. І.                                  | Петриківка                    | Петриківка      | ЕЦПР, ЦНМП      | -                                                                                      | [ 3 ] [ 17 ]                                              |
| Статива-Жарко Наталія Іллівна                                           | -                    | 1970     |      | Панко Ф. С.                                  | Петриківка                    | Біла Церква     | ЕЦПР            | НСМНМУ                                                                                 | [ 2 ] [ 4 ] [ 17 ]                                        |
| Четверик Ольга Григорівна                                               |                      | 1970     |      | Соколенко В. І., Турчин Н. І.                | Петриківка                    | Петриківка      | ЕЦПР, ЦНМП      | -                                                                                      | [ 2 ]                                                     |
| Ярмолюк Олена Василівна                                                 | Панко                | 1970     |      | Панко Ф. С.                                  | Петриківка                    | Петриківка      | ЕЦПР, ЦНМП      | -                                                                                      | [ 2 ] [ 18 ] [ 36 ]                                       |
| Загребельна Ніна                                                        | Колос                | 1971 (?) |      | ?                                            | Петриківка                    | Петриківка      |                 | -                                                                                      | [ 17 ]                                                    |
| Кравець Людмила Федорівна                                               |                      | 1971     |      | ?                                            | Петриківка (?)                | Петриківка      |                 | -                                                                                      | [ 28 ]                                                    |
| Купка Лариса Володимирівна                                              |                      | 1971     |      | ?                                            | Петриківка (?)                | Петриківка      |                 | -                                                                                      | [ 28 ]                                                    |
| Бєлозьорова Олена Миколаївна                                            | Білозір              | 1972     |      | Шулик Н. М.                                  | Петриківка                    | Петриківка      | ЕЦПР, ЦНМП      | -                                                                                      | [ 3 ] [ 17 ]                                              |
| Данильченко Ольга Іванівна                                              |                      | 1972     |      | Глущенко В. А.                               | Петриківка                    | Петриківка      | ФПР, ЦНМП       | -                                                                                      | [ 3 ]                                                     |
| Кібець Ірина Дмитрівна                                                  |                      | 1972     |      | Панко Ф. С., Шулик Н. М.                     | Петриківка                    | Петриківка      | ЕЦПР, ЦНМП      | НСХУ                                                                                   | [ 2 ] [ 3 ] [ 4 ]                                         |
| Турчин Таїсія Іванівна                                                  |                      | 1972     |      | Панко Ф. С., Турчин Н. І.                    | Петриківка                    | Петриківка      | ЦНМП            | -                                                                                      | [ 3 ] [ 17 ]                                              |
| Шевченко Вікторія Дмитрівна                                             |                      | 1972     |      | Соколенко В. І., Панко Ф. С.                 | Петриківка                    | Петриківка      | ЕЦПР, ЦНМП      | НСХУ                                                                                   | [ 3 ]                                                     |
| Купренко Наталія Іванівна                                               | Тимошенко            | 1973     |      | Пікуш М. І.                                  | Петриківка                    | Петриківка      | ЦНМП            | -                                                                                      | [ 2 ] [ 3 ]                                               |
| Опарій Олександр Миколайович                                            | -                    | 1973     |      | -                                            | Перехрестівка                 | Львів           | -               | -                                                                                      | [ 37 ] [ 38 ] [ 27 ]                                      |
| Іванченко Вікторія Вікторівна                                           |                      | 1975     |      | Пікуш М. І.                                  | Петриківка                    | Петриківка      | ЦНМП            | -                                                                                      | [ 3 ]                                                     |
| Шишацька Тетяна Анатоліївна                                             |                      | 1976     |      | Пікуш М. І.                                  | Петриківка                    | Петриківка      | ЦНМП            | НСХУ, НСМНМУ                                                                           | [ 3 ] [ 39 ]                                              |
| Саркісян Марина Суренівна                                               |                      | 1977     |      | -                                            | Київ                          | Київ            | -               | НСМНМУ                                                                                 | [ 18 ]                                                    |
| Бородіна-Рудовол Наталія Сергіївна                                      |                      | 1978     |      | Пікуш М. І.                                  | Хутірське (Петриківський р-н) | Петриківка      | ЦНМП            | -                                                                                      | [ 3 ]                                                     |
| Кулик Олена Вікторівна                                                  |                      | 1979     |      | Скицюк О. І., Тимченко М. К.                 | Київ                          | Київ            | -               | НСХУ, НСМНМУ                                                                           | [ 13 ] [ 40 ]                                             |
| Кічкіна Альона Миколаївна                                               |                      | 1981     |      | Вакуленко Т. О.                              | Харків                        | Харків          | -               | -                                                                                      | [ 27 ] [ 41 ]                                             |
| Клеветенко Віта Віталіївна                                              |                      | 1981     |      | Пікуш М. І. (?)                              | Петриківка                    | Кривий Ріг      | -               | НСМНМУ                                                                                 | [ 42 ] [ 43 ]                                             |
| Тимошенко Вікторія Миколаївна                                           | Хоменко              | 1981     |      | Хоменко В. П., Пікуш М. І.                   | Хутірське (Петриківський р-н) | Дніпро          | -               | НСМНМУ                                                                                 | [ 18 ]                                                    |
| Черьомушкіна Ольга Миколаївна                                           |                      | 1982     |      | Дарадан О. І., Пікуш Н. А., Горбуля Л. М.    | Дніпро                        | Львів           | -               | -                                                                                      | [ 44 ]                                                    |
| Кріпак Олена Вікторівна                                                 | Давиденко            | 1983     |      | Горбуля Л. М., Давиденко Л. О.               | Петриківка                    | Петриківка      | -               | -                                                                                      | [ 17 ]                                                    |
| Малюга Ганна Сергіївна                                                  |                      | 1983     |      | Гарькава Т. А.                               | Мелітополь                    | Мелітополь      | -               | -                                                                                      | [ 45 ]                                                    |
| Олійник Ганна                                                           |                      | 1983     |      | Геймур Н. Ф., Горбуля Л. М., Пікуш Н. А.     | Китайгород                    | Дніпро          | -               | -                                                                                      | [ 46 ] [ 47 ]                                             |
| Біленко Світлана Миколаївна                                             | Дека                 | 1984     |      | Бородіна Н. В., Дека В. І.                   | Петриківка                    | Петриківка      | ЦНМП            | -                                                                                      | [ 3 ]                                                     |
| Рябова Віта Олександрівна                                               |                      | ?        |      | Панібудьласка Н. О.                          | Кам'янське                    | Кам'янське      | -               | НСМНМУ                                                                                 | [ 48 ]                                                    |
| Підгірня Наталія Василівна                                              |                      | ?        |      | ?                                            | Петриківка (?)                | Петриківка      | -               | -                                                                                      | [ 49 ] [ 50 ]                                             |
| Статива Олеся Анатоліївна                                               |                      | ?        |      | ?                                            | Петриківка (?)                | Петриківка      | -               | -                                                                                      | [ 28 ] [ 49 ] [ 51 ]                                      |
| Костоглод Тетяна Григорівна                                             |                      | ?        |      | Горбуля Л. М.                                | Петриківка (?)                | Петриківка      | -               | -                                                                                      | [ 28 ]                                                    |
| Бережна Наталія Миколаївна                                              |                      | ?        |      | Пікуш М. І. (?)                              | Петриківка (?)                | Петриківка      | -               | -                                                                                      | [ 49 ]                                                    |
| Криволап Катерина                                                       |                      | ?        |      | ?                                            | Київ                          | Манітоба        | -               | -                                                                                      | [ 52 ] [ 53 ] [ 54 ]                                      |
| Брижа Людмила Леонідівна                                                |                      | 1988     |      | Пікуш М. І. (?)                              | Петриківка (?)                | Петриківка      | -               | -                                                                                      | [ 49 ] [ 55 ]                                             |
| Чуднівець Анастасія Сергіївна                                           |                      | 1988     |      | Панко В. Ф.                                  | Петриківка                    | Петриківка      | -               | -                                                                                      | [ 18 ]                                                    |
| Вакуленко Олеся Олександрівна                                           |                      | 1989     |      | Вакуленко Т. О., Самарська Г. М.             | Харків                        | Харків          | -               | НСМНМУ                                                                                 | [ 18 ]                                                    |
| Данилейко Олена Олексіївна                                              |                      | 1989     |      | Пікуш М. І. (?)                              | Петриківка (?)                | Петриківка      | -               | -                                                                                      | [ 56 ] [ 57 ]                                             |
| Захарченко Яна Вікторівна                                               | Яненко               | 1990     |      | Пікуш М. І.                                  | Петриківка                    | Петриківка      | ЦНМП            | -                                                                                      | [ 3 ]                                                     |
| Курочка Ольга Олександрівна                                             |                      | 1991     |      | ?                                            | ?                             | Бурчак          | -               | НСМНМУ                                                                                 | [ 58 ] [ 59 ] [ 60 ]                                      |
| Золотарьова Оксана Ігорівна                                             |                      | ?        |      | Гарькава Т. А.                               | Підгородне                    | Дніпро          | -               | -                                                                                      | [ 27 ] [ 61 ]                                             |
| Лісний Ігор Юрійович                                                    | -                    | 1993     |      | Пікуш М. І.                                  | Петриківка                    | Львів           | -               | -                                                                                      | [ 27 ] [ 62 ]                                             |
| Чуднівець Роксолана Сергіївна                                           |                      | 1994     |      | Панко В. Ф.                                  | Петриківка                    | Петриківка      | -               | -                                                                                      | [ 18 ]                                                    |
| Щербина Михайло (псевдо — August Morfey)                                | -                    | 1997     |      | ?                                            | Херсон                        | Львів           | -               | -                                                                                      | [ 63 ]                                                    |
| Золотаренко Елла                                                        | -                    | ?        |      | ?                                            | Львів                         | Львів           | -               | -                                                                                      | [ 64 ] [ 65 ]                                             |

## Відомості про інших старих майстрів
Зазначені на початку вище старі майстрині не були першими чи єдиними майстрами петриківського розпису свого покоління. Мистецтвознавець Є. Берченко у своїй книзі 1930 року «Настінне малювання (Дніпропетровщина)» згадує чимало майстринь з декількох селищ, зокрема з Петриківки, і наводить репродукції їх робіт, але не називаючи жодних імен. Деякі майстрині при цьому називаються відомими і «ославленими», такими, що робили розписи односельчанам за плату, продавали мальовки в інших селах. Для Петриківки, відвіданої у 1926—1928 роках, зазначалося, що «Особливо талановита одна майстриня; її роботу скуповувавли давніш ті селянки, що продавали і продають тепер свої вироби. Отже, її творчість правила за зразок, що на ньому вчилися її односельчанки. Тепер вона малює не часто.». Зважаючи на останню ремарку, імовірно цією майстринею не могла бути одна з широко відомих чотирьох старих петриківських майстринь, оскільки всі вони багато малювали у пізніші періоди. У книзі наведені чорно-білі репродукції 7 малюнків цієї неназваної майстрині (табл. XXXI—XXXII).